# Amt Renchen
Das Amt Renchen war in napoleonischer Zeit eine Verwaltungseinheit des Landes Baden. Es bestand von 1803 bis 1807.

## Geschichte

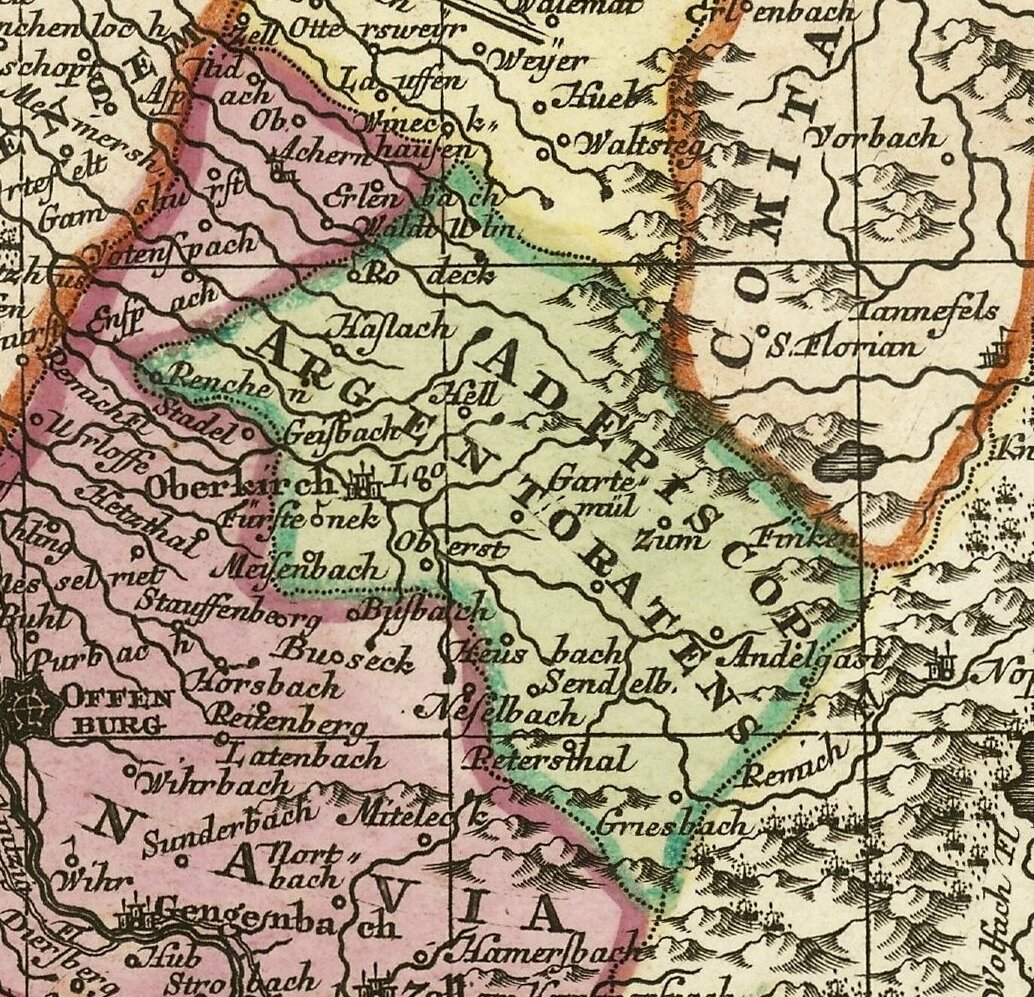
Herrschaft Oberkirch um 1750

Das im Übergangsbereich der Oberrheinischen Tiefebene zum Nordschwarzwald beiderseits von Rench und Acher gelegene Amt lag im Nordwesten eines Gebietes, das, mit Unterbrechungen, seit dem Mittelalter unter der kirchlichen Herrschaft des Hochstifts Straßburg gestanden hatte. Mit dem Reichsdeputationshauptschluss von 1803 fiel diese Herrschaft Oberkirch unter die Landeshoheit der zum Kurfürstentum aufgewerteten Markgrafschaft Baden. Dessen Regierung errichtete daraufhin das Oberamt Oberkirch. Es hatte einen doppelten Sitz in Oberkirch und Renchen, zugleich wurde es untergliedert in die Ämter Oberkirch und Renchen.
Im Sommer 1807 kam es zu einer Umstrukturierung der Verwaltungsgliederung des Landes. Das Oberamt Oberkirch wurde aufgelöst, das Amt Oberkirch übernahm dessen Bezeichnung. Ihm wurde ein kleinerer Teil des Amtes Renchen zugewiesen, der Rest dem Obervogteiamt Achern.

## Orte und Einwohnerzahlen
1805 wurde für das Amt Renchen von diesen Orten und Einwohnerzahlen berichtet:
- Renchen, mit Wagshurst: 2705
- Ulm, mit Erlach, Mösbach, Haslach, Tiergarten, Stadelhofen und Ringelbach: 2665
- Kappel unter Rodeck, mit Furschenbach, Seebach und Waldulm: 2747

## Leiter der Verwaltung
Der unter dem Titel eines Hofrats mit der Leitung beauftragte Joseph Thaddäus Minderer hatte zuvor in Diensten des Hochstifts gestanden. Nach der Auflösung des Amtes Renchen wurde er, in gleicher Position, nach Achern versetzt.

## Weitere Entwicklung
Im Novemberedikt von 1809 war für Anfang 1810 die erneute Errichtung eines Amtes Renchen vorgesehen, was aber nicht umgesetzt wurde. In der Folgezeit gingen beide Teile des aufgelösten Amtes Renchen in Bezug auf die Verwaltungszugehörigkeit lange unterschiedliche Wege, seit Anfang 1973 sind sie unter dem Dach des Ortenaukreises wieder vereinigt.